# Johan Keller
Johan Christopher Henrik Rummelhoff Keller (7. juni 1830 i København – 20. maj 1884 i København) var en dansk teolog og døvstumme- og åndssvagelærer.
Keller blev student 1849 fra Borgerdydskolen på Christianshavn og studerede herefter teologi på Københavns Universitet indtil 1855. Efter at være blevet I 1856 overtog han bestyrelsen en privat døvstummeskole, der var baseret på talemetoden, fremfor skrifttegnsmetoden.
I forbindelse med Kellers virksomhed for døvstumme blev der til tider bragt ham børn, der ikke var døvstumme, men i stedet åndssvage. Af denne grund begyndte han også at beskæftige sig med undervisningen af børn med intellektuelle handicap.
1865 oprettede Keller ved siden af døvstummeskolen en skole for udviklingsdygtige åndssvage. Denne skole blev allerede 1867 en selvstændig anstalt, der igen efterhånden affødte en mængde afdelinger for forskning. I blandt de anstalter var bl.a. Den Kellerske Åndssvageanstalt i Brejning, der havde plads til flere hundrede patienter. I 1875 blev han udnævnt til Ridder af Dannebrog, og i 1878 blev han udnævnt til professor.
Keller var forfatter til forskellige lærebøger til brug i undervisningen i abnormskolen. Derudover var han medforfatter på Nordisk Tidsskrift for Blinde-, Døvstumme- og Åndssvageskolen.
Keller var gift med Cathrine Elisabeth Deborah Graae (5. oktober 1833 - 21. april 1906) med hvem han fik to sønner, Christian Keller (19. oktober 1858 - 8. juni 1934) og Johan Keller (23. juni 1866 - 12. maj 1930). Begge hans sønner fortsatte hans arbejde indenfor abnormskolen, og Christian Keller overtog ledelsen af De Kellerske Åndsvageanstalter efter farens død.